# Cratena piutaensis
Cratena piutaensis is een slakkensoort uit de familie van de Facelinidae. De wetenschappelijke naam van de soort is voor het eerst geldig gepubliceerd in 2003 door Ortea, Caballer & Espinosa.